# دوشان رایوویچ
دوشان رایوویچ (انگلیسی: Dušan Rajović؛ زادهٔ ۱۹ نوامبر ۱۹۹۷) دوچرخه‌سوار اهل صربستان است.
از باشگاه‌هایی که در آن بازی کرده‌است می‌توان به تیم دوچرخه‌سواری بحرین–مریدا و دلکو–مارسی پوونس کی‌تی‌ام اشاره کرد.